# Time (låt av Izabo)
Time är en musiksingel från den israeliska gruppen Izabo. Med låten representerade gruppen Israel vid Eurovision Song Contest 2012 i Baku, Azerbajdzjan. Låten är skriven av bandmedlemmarna Ran Shem Tov och Shiri Hadar. Låten har beskrivits som en poplåt med orientaliska influenser. Den officiella studioversionen av låten släpptes den 1 mars. Den officiella musikvideon hade premiär den 9 mars. Den 30 mars släpptes singeln på Itunes för digital nedladdning. Med singeln kom även en version som är helt och hållet på engelska.
Låten framfördes i den första semifinalen den 22 maj 2012 och hade startnummer 10. Den tog sig dock inte vidare till finalen.

## Versioner
Time (Singel)
1. "Time" – 2:57
2. "Time" (karaokeversion) – 2:57
3. "Time" (engelsk version) – 2:56